# Without a Net
Without a Net från 2013 är ett livealbum med Wayne Shorter Quartet. På spår 6 medverkar blåsarkvintetten ”Imani Winds”.

## Låtlista
Alla låtar är skrivna av Wayne Shorter om inget annat anges.
1. Orbits – 4:50
2. Starry Night – 8:50
3. S.S. Golden Mean – 5:19
4. Plaza Real – 7:00
5. Myrrh – 3:06
6. Pegasus – 23:08
7. Flying Down to Rio (Vincent Youmans/Gus Kahn/Edward Eliscu) – 12:48
8. Zero Gravity to the 10th Power (Wayne Shorter/Danilo Perez/John Patitucci/Brian Blade) – 8:14
9. (The Notes) Unidentified Flying Objects (Wayne Shorter/Danilo Perez/John Patitucci/Brian Blade) – 4:13

## Medverkande
- Wayne Shorter – tenor- & sopransaxofon
- Danilo Perez – piano
- John Patitucci – bas
- Brian Blade – trummor

The Imani Winds (spår 6)
- Monica Ellis – fagott
- Mariam Adam – klarinett
- Valerie Coleman – flöjt
- Jeff Scott – valthorn
- Toyin Spellman-Diaz – oboe